# Noé Marullo
Noè Marullo (né le 13 novembre 1857 à Mistretta en Italie et mort le 5 mai 1925 à Mistretta) est un sculpteur de bois et de pierre sicilien. Le contexte environnemental défavorable a fait de lui un artiste peu connu et peu étudié, bien qu'il se soit illustré dans la réalisation de nombreuses sculptures, pièces de faïence, décorations de bâtiments et designs de grilles en métal forgé.

## Biographie

### La jeunesse
Né d’une famille modeste, Noè hérite de son père, Saverio Marullo, l’art du métier de menuisier et de sa mère, Giovanna Lipari, les valeurs de la vie paysanne du milieu rural sicilien. 
Très jeune il se fait remarquer par ses qualités et ses talents. C’est ainsi qu’en 1873, à l’âge de 16 ans, grâce à l’encouragement du maire de l’époque, le chevalier Lipari, et à une pension mensuelle lui étant discernée par la ville de Mistretta, il entreprend des études à l’École technique du soir pour les ouvriers (Scuola tecnica serale per gli operai), à Palerme. Cette école, fondée au début des années 1860 par Stanislao Cannizzaro, lors de son mandat de conseiller municipal délégué à l’éducation à Palerme, avait pour objectif l’accès à la formation des classes populaires défavorisées,. L'opportunité de poursuivre son instruction ouvre des horizons nouveaux au jeune Noè qui, à cause des possibilités économiques très limitées de sa famille, n’avait pu aller au-delà d’une alphabétisation de base (deux ans d’école primaire).
Une fois encore, Noè se fait remarquer par son génie et son intuition, mais aussi par son intolérance à l’autorité et aux règles. Malgré ce trait de caractère, ses enseignants reconnaissent en lui un grand potentiel et exercent leur influence sur la Ville de Mistretta afin de lui faire obtenir l’appui financier nécessaire à la poursuite de ses études à l’Académie des Beaux Arts, à Rome.
En 1878, il se retrouve dans la jeune capitale d’Italie sous la tutelle du professeur Mariani et du sculpteur florentin Girolamo Masini. Ce dernier lui transmet l’idée de l’art comme instrument d’engagement social. Par ailleurs, le ferment politique du Risorgimento italien contribue à forger la vision sociale du jeune artiste.

### L’âge adulte
En 1880, Marullo effectue un séjour à Mistretta où il retrouve ses racines culturelles et commence à développer le souhait d’un possible retour dans sa ville natale. Il profite de ce séjour pour sculpter une Vierge à l'Enfant (Madonna del Carmine) pour l'église Saint-Jean (chiesa di S. Giovanni).
Obtenu son diplôme de sculpteur en 1881, à Rome, il opte effectivement pour un retour définitif à Mistretta. Parmi ses premières commandites, on compte un projet pour la sculpture d’une statue du héros de l’Unité d’Italie, Giuseppe Garibaldi, mort en 1882. Le projet, financé par le cavalier Giuseppe Salamone et par le Conseil Municipal de Mistretta, donne lieu en 1883 à une statue encore aujourd’hui exposée au jardin public de Mistretta (Villa Comunale). Dans la même année, il produira la Madone Priante (Madonna Orante), considérée comme un chef-d’œuvre grâce à ses proportions et à son style impeccables. 
La qualité de ces premiers travaux établit sa réputation d’artiste et plusieurs commandites s’enchaînent à Mistretta comme ailleurs dans la province de Messine. Ses conditions économiques s’améliorant, il décide d’ouvrir son propre atelier à Mistretta dans le vicolo Gullo.  Son assistant, Calogero Capra, l’aide à préparer les troncs de pins et de cyprès destinés à la sculpture.  
En 1885, la Confrérie de Saint Nicolò lui commissionne une statue de l’Immaculée (L'Immacolata) dont les rondeurs et les proportions relativement trapues reflètent le concept populaire de la grâce féminine de l’époque, voilée d’une certaine mélancolie mystique.  
Il finit par accepter des commandites qui l’amènent à explorer divers filons et techniques artistiques (plâtres muraux, dessin de grilles métalliques et céramique). Toutefois, malgré l’exploration de thèmes laïques, comme dans le cas des putti de la façade du Palais Tita, les thèmes religieux prédominent dans sa production artistique.  
Après une expérience dans le domaine de l’enseignement, il épouse une enseignante d’école primaire, Stella Cuva, avec qui il aura des enfants (Saverio, Salvatore, Giovannina, Filippino et Giustina). Elle sera la source d’inspiration pour ses sculptures de Madones, dont les expressions véhiculent toujours des idéaux de beauté, de pudeur et d’humanité.

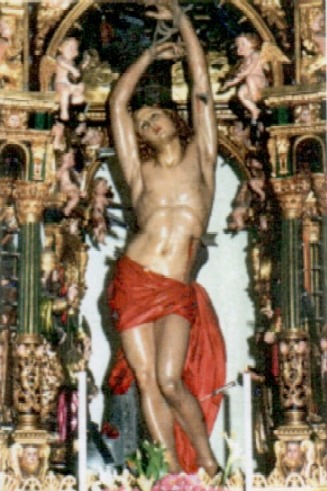
Statue de saint Sébastien, sculptée par Noè Marullo entre 1900 et 1906

### La maturité artistique
La statue de la vierge, Addolorata (église du SS. Rosaire, à Mistretta), commanditée par la Confrérie du Très Saint Rosaire, ouvre le cycle des Madones, culminant dans la réalisation de l’Assomption (Assunta, église de Saint Jean, à Mistretta). Parmi les Madones, on compte aussi l’Immaculée (L'Immacolata, église de Saint Nicolò, Mistretta), l’Annonciation (Annunziata, à Castel di Lucio), l’Immaculée (L'Immacolata, à Geraci), l’Addolorata (à Caronia). L’aspect formel et expressif de ces sculptures traduit les souffrances et les contradictions de l’artiste et, plus en général, de cette période difficile de l’histoire du sud de l’Italie. Si l’Addolorata de Mistretta est souvent considérée comme son œuvre la plus captivante et authentique, l’Assomption (aussi de Mistretta) représente le dépassement d’un certain maniérisme baroque de ses œuvres juvéniles, maintenant remplacé par une légèreté dynamique des formes. Le physique et le métaphysique semblent coexister dans cette dernière représentation de la Vierge. L’artiste semble désormais s’inspirer à la grâce et à l’harmonie de style des grands maîtres de la Renaissance italienne, comme Le Pérugin, Andrea Mantegna, Antonello da Messina et Titien. 
En 1897, le Bien Heureux (Beato Felice) confère à l’artiste un niveau de célébrité jamais atteint jusqu’à ce moment auprès de ses contemporains. Cette sculpture représente avec une perfection singulière saint Félicien de Nicosia (San Felice da Nicosia, nom à la naissance: Giacomo Amoroso, 1715 -1787,, sanctifié par le pape Benoît XVI le 23 octobre 2005) en  moine capucin, rugueux et émacié, mais également serein et calme. Commissionnée par le baron Biagio Lipari, de Mistretta, genre du chevalier Cirino da Nicosia, elle fut offerte à l’ordre des Capucins en signe de reconnaissance pour une grâce reçue par le baron. La statue fut transportée en charrette de Mistretta à Nicosia, où elle fut bénite à l’église de Saint Biagio et successivement transportée en procession solennelle à l’église des Capucins.
Avec le Crucifix de Centuripe (église du Crucifix) Marullo interprète avec originalité l’histoire du supplice souffert par le Christ. Autre sculpture de cette période est le Saint-François-d’Assise, également à Centuripe.
Entre 1900 et 1906, la Confrérie de Saint-Augustin commandite à Marullo une statue du saint patron de la ville de Mistretta, Saint Sébastien. Ce sera l’occasion pour l’artiste de produire ce qui est considéré le plus grand chef-d’œuvre de sa vie. Il réussit à interpréter et représenter avec justesse et perfection formelle le prétorien romain devenu apôtre du Christ et mort en martyr. La finesse et la délicatesse des reliefs anatomiques ne diminuent pas la souffrance du martyr. La posture relativement languide du saint suggère une attitude presque euphorique d’une procession vers la grâce divine et d’élévation spirituelle par la souffrance physique. Il est probable que, pour cette sculpture, Marullo se soit inspiré de la peinture de Saint Sébastien par Guido Reni (1575-1642),, exposée aux Musées du Capitole, à Rome. Par ailleurs, le mouvement du corps et des bras du saint est très similaire à celui de la peinture de saint Sébastien par Giovanni De Vecchi (1536-1615).
Avec les statues de saint Antoine de Padoue (église homonyme à Mistretta) et de sainte Luce, à Castel di Lucio, s'achève cette période si prolifique de Marullo.

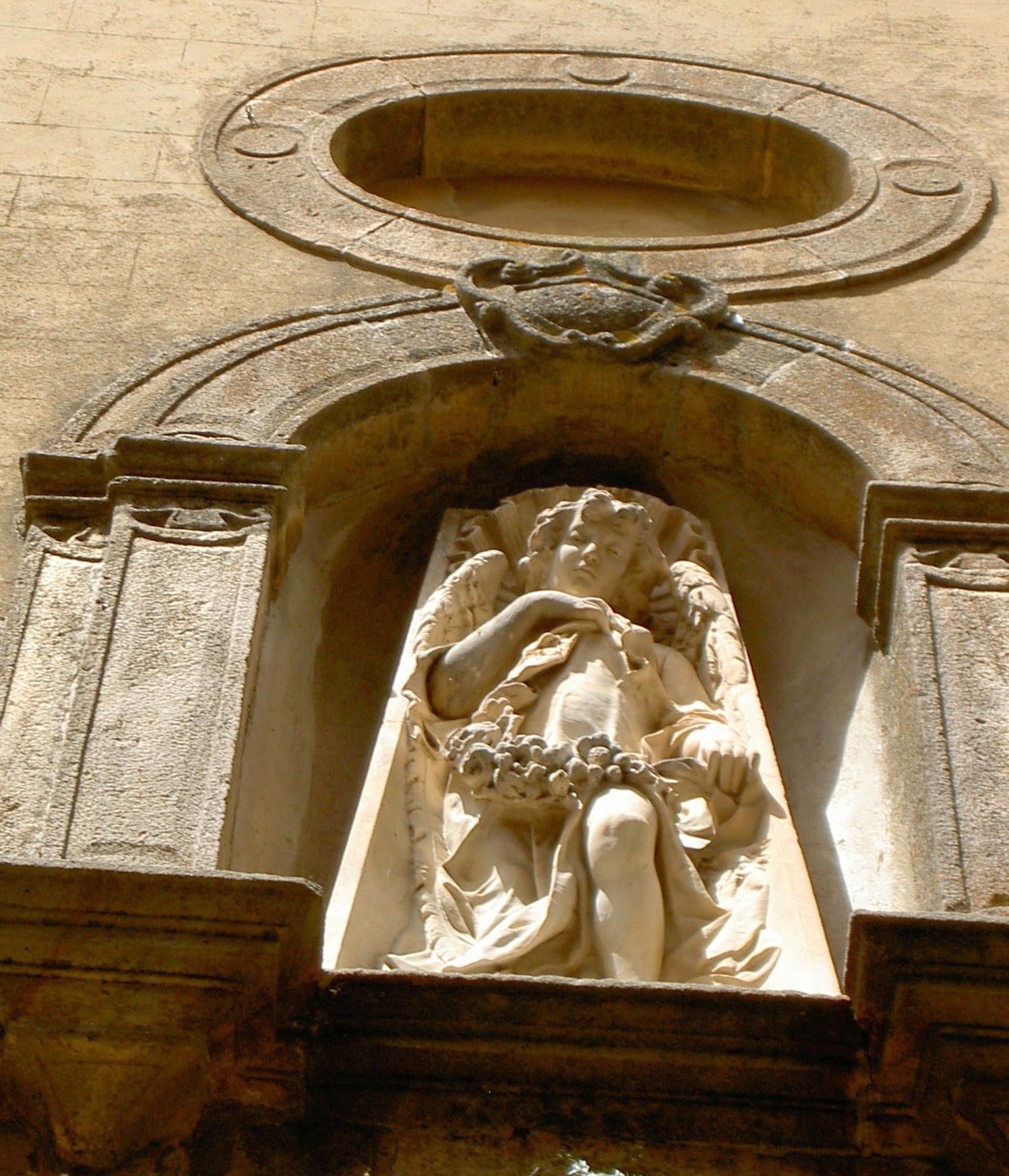
Ange de la Mort (Angelo della Morte), sur le fronton de l'église de Saint Vincent (aussi nommée église de la SS. Trinité), à Mistretta

### La vieillesse
La mort de sa fille de quatorze ans, Justine (Giustina), avec qui il semble avoir eu une relation particulièrement proche, affecte profondément Marullo. Le thème de la mort sera désormais souvent présent dans sa production artistique tardive. Par exemple, dans son Ange de la Mort (Angelo della Morte), commandité par la famille Tita pour orner le fronton de l’église de la SS. Trinité (aussi nommée église de Saint Vincent) à Mistretta, il symbolise la possibilité de vaincre la mort.
Parmi ses dernières œuvres, on compte la Sainte-Famille (Sacra Famiglia), dans l’église de Saint Joseph (San Giuseppe) à Mistretta, et une statue de ce dernier saint sculpté pour orner la crypte du siège de la Société Ouvrière d'Entre-aide (Sociétà Operaia di Mutuo Soccorso) de Mistretta. Les valeurs de la famille et de la société rurale sicilienne refont ainsi surface à la fin de la vie de Noè Marullo.

## Analyse graphologique
Cette section rapporte les points saillants de l’analyse graphologique réalisée par feue Mme Silvana Bernardini (Graduée en Droit en 1960, à l’Université de Rome; en Littérature et philosophie en 1970 et en Sociologie en 1980, à l’Université de Trento; en Graphologie en 1989, à l’Université de Urbino). Elle a été présidente de l’Association Graphologique Italienne et a travaillé en qualité de graphologue experte au Tribunal civil et pénal de Trento (Italie).
La graphie de Noè Marullo montre une personnalité profonde et marquée par une sensibilité raffinée. La vitalité naturelle de l’artiste semble toutefois « agressée » et donc rendue fragile par de nombreuses stimulations externes qui simultanément l’agacent. Cet état de choses l’ont poussé à assumer une attitude introvertie, mais aussi riche en intuitions géniales et originales.
Son âme indomptable sicilienne, bien que dotée d’un certain fatalisme, l’a poussé à poursuivre avec ténacité et force de volonté constante son chemin vers ses objectifs. Si à un observateur superficiel il pouvait paraître doux et résigné, dans la réalité il était un esprit ardent et passionné. Son impulsivité le poussait souvent à agir viscéralement dans des situations nécessitant plus de réflexion. Sévère critique de soi-même, il tendait à être généreux et compréhensif envers les autres.
Sa graphie montre, un caractère fier, orgueilleux, conscient de son potentiel, mais frustré par un contexte familial et social défavorable. Toutefois, c’est grâce à ce contexte, ainsi qu’aux difficultés matérielles, que Marullo a été poussé à se surpasser et à accomplir des œuvres de grande valeur. 
Le sens de la beauté, de l’ordre et de l’harmonie était inné en lui. Il aurait pu s’épanouir dans l’expression littéraire poétique, mais il a peut-être opté pour la sculpture afin de poursuivre la tradition familiale d’atelier d’artisan dont il avait tôt appris les rudiments. Il se peut aussi que le travail du bois et de la pierre représentait un moyen d’évacuation des tensions dérivant de sa vie et qui lui donnaient un sentiment d’isolement et d’être incompris. La joie et l’estime de soi lui dérivaient de son travail et de l’exécution de ses œuvres.

## L’artiste aujourd’hui
Malgré son rôle important dans l’art sculptural sicilien, notamment dans la province de Messina, Noè Marullo a fait l’objet de très peu d’études et demeure aujourd’hui peu connu par le public, ainsi que par les historiens d’art. Pourtant, ses sculptures représentent une contribution importante à l’art sculptural sicilien. 
La ville de Mistretta a honoré l'artiste en donnant son nom à une rue du centre ville (via Noè Marullo). À l’automne 2000, la ville l’a aussi honoré d’un buste sculpté par un autre artiste de Mistretta, Mario Biffarella. Le buste a été installé dans le jardin public (Villa Comunale) lors d’une cérémonie officielle. En cette occasion, les résultats de l'analyse graphologique réalisée par Mme Silvana Bernardini sur des textes de l’artiste ont été présentés (voir ci-haut).
Grâce aussi au travail de préservation historique de l’Association Progetto Mistretta, une partie de l’information de la vie de l’artiste a pu être récupérée.

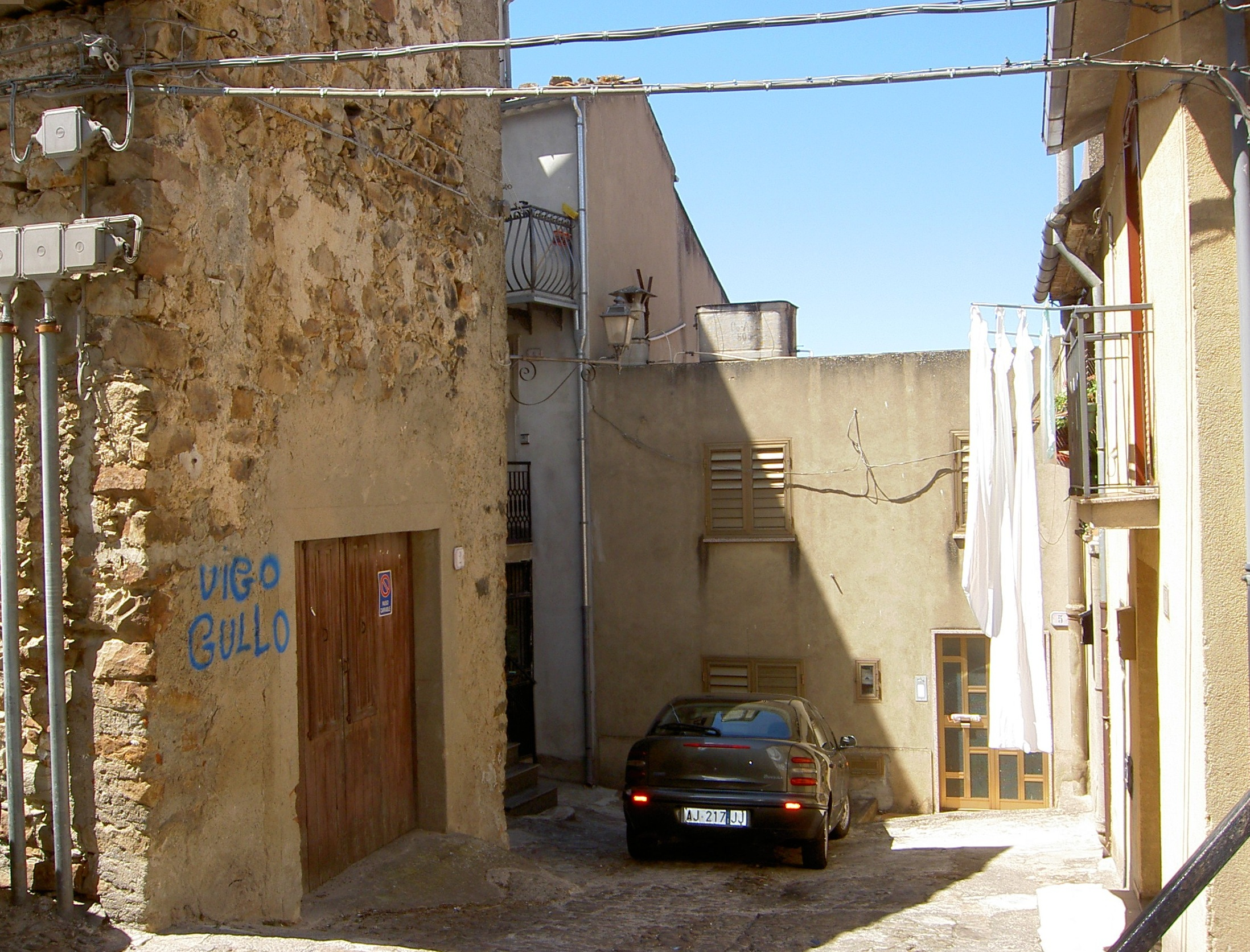
Vicolo Gullo à Mistretta. À l’arrière plan, sur la gauche, la maison natale de Noè Marullo
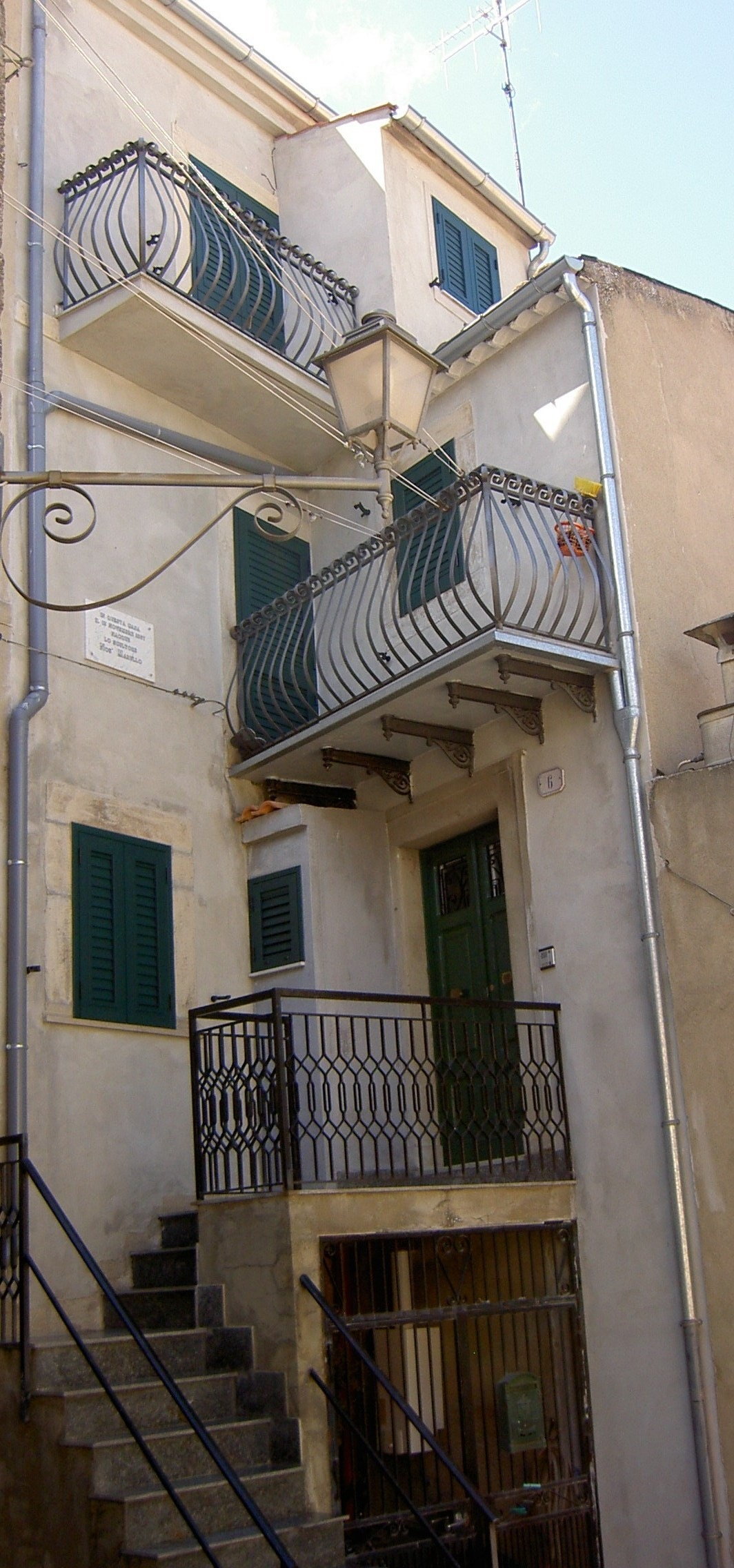
Maison natale de Noè Marullo, située dans le vicolo Gullo, à Mistretta
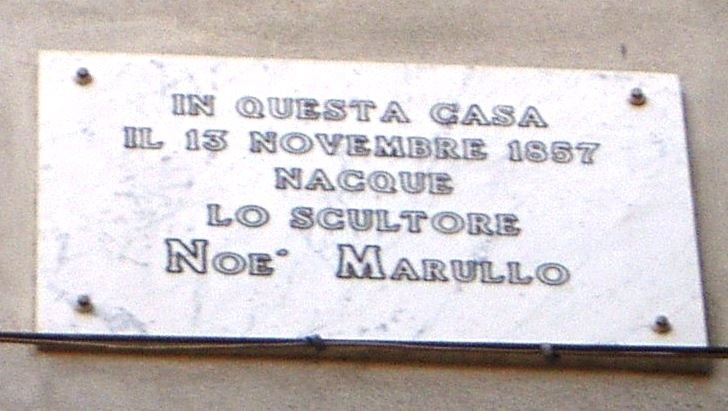
Plaque commémorative de la maison natale de Noè Marullo
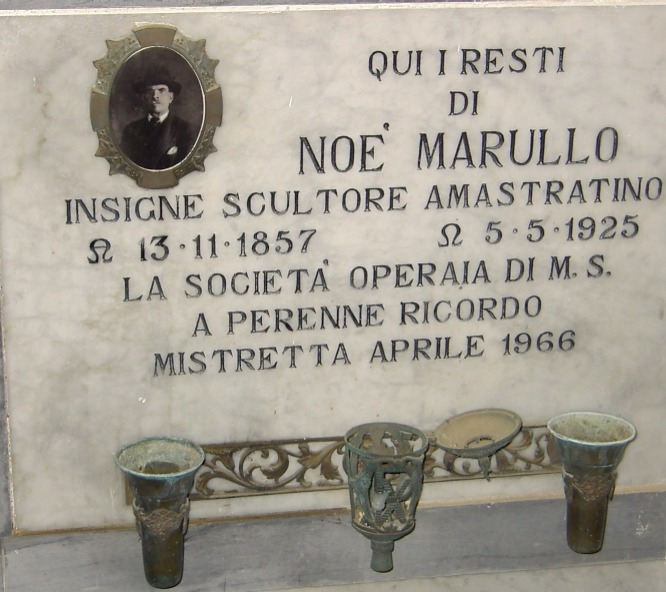
Pierre tombale de Noè Marullo, posée en 1966 par la Société Ouvrière (Società Operaia) de Mistretta
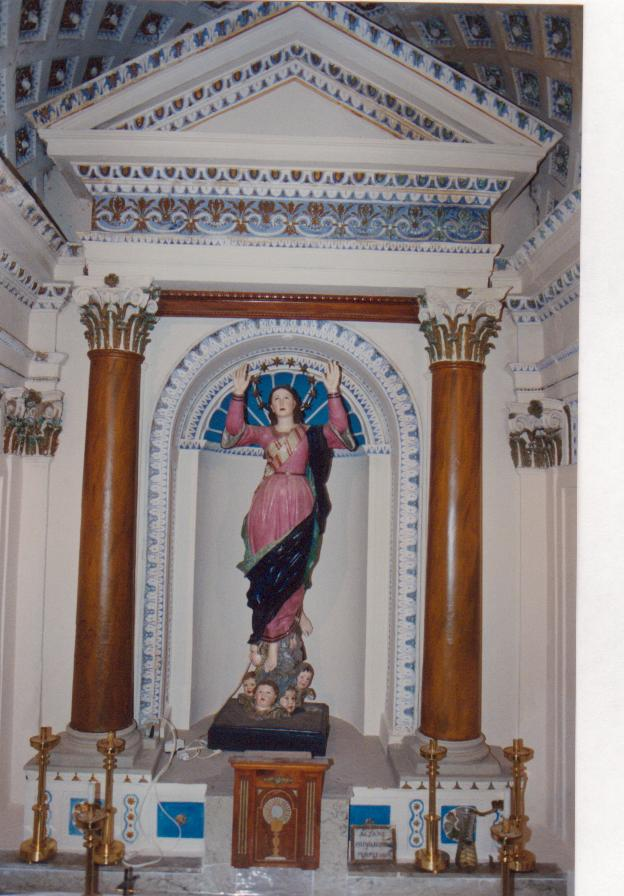
Madonna  Assunta (1880) di Noè Marullo, Chiesa di San Giovanni (Mistretta)
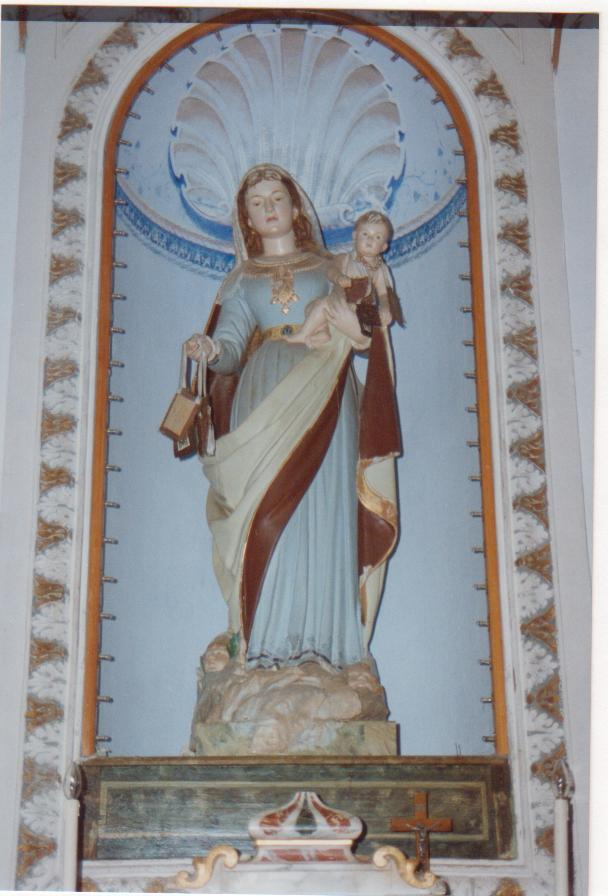
Madonna col bambino (Madonna del Carmine) di Noè Marullo, Chiesa di San Giovanni (Mistretta)
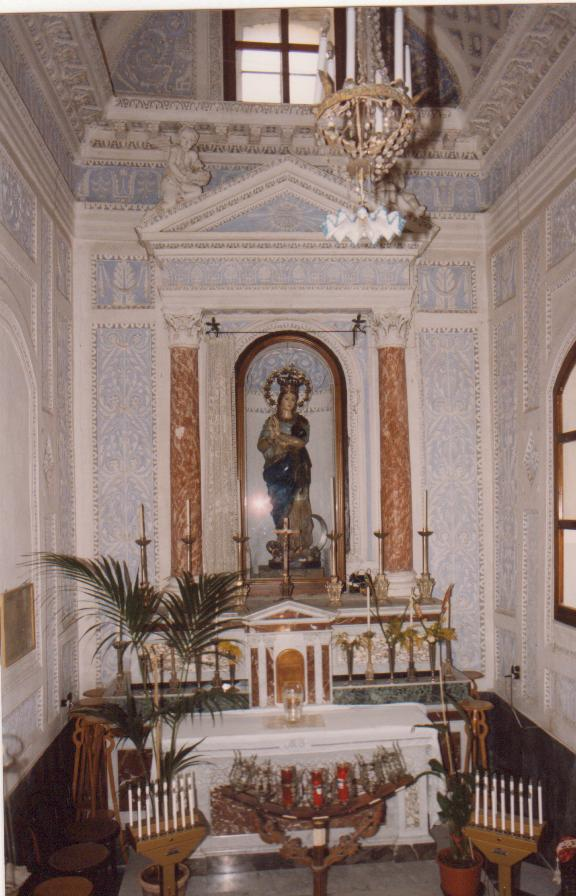
Madonna Immacolata di Noè Marullo, Chiesa di San Nicolò (Mistretta)
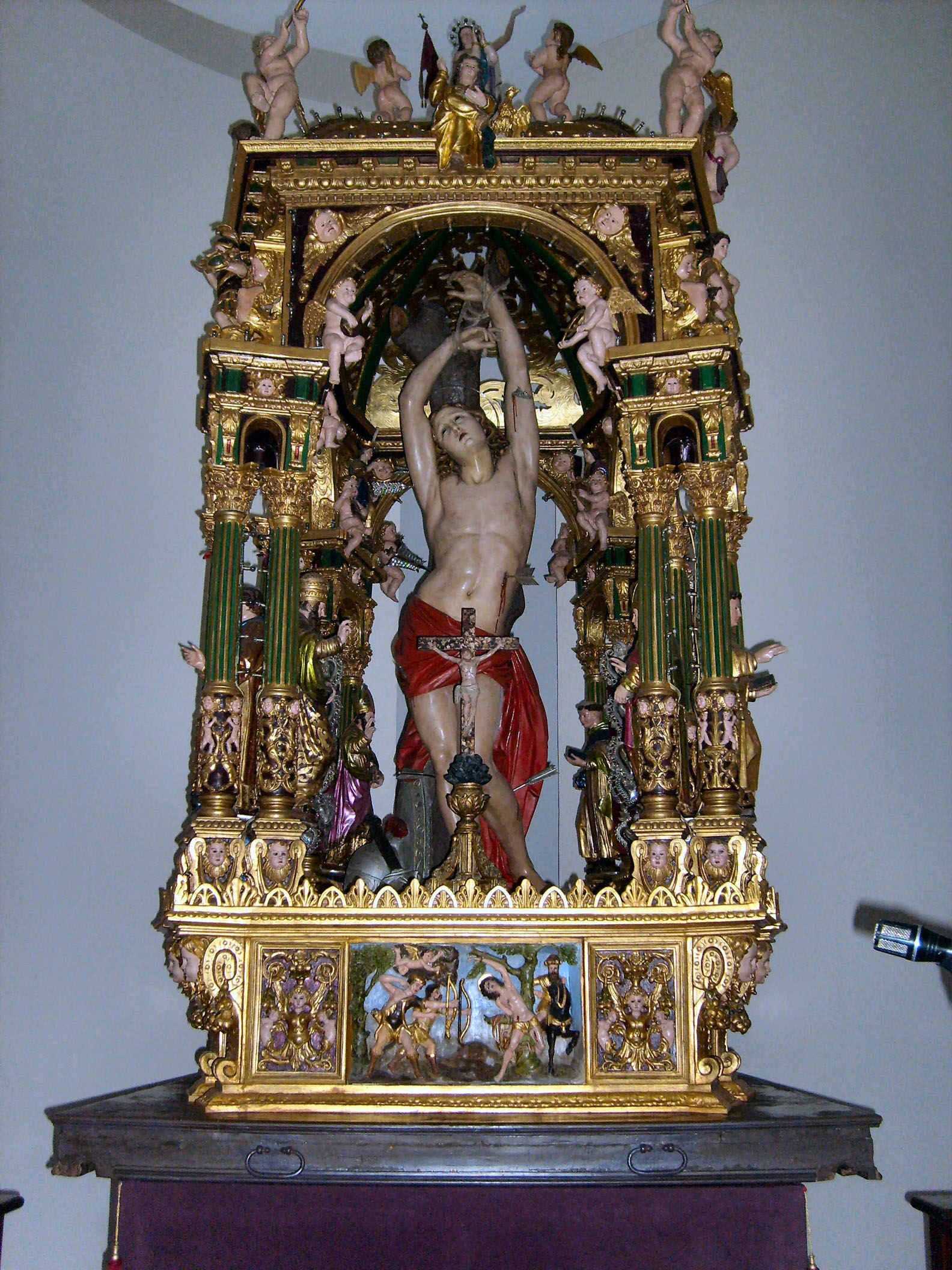
San Sebastiano di Noè Marullo, patrono di Mistretta (Chiesa di S. Sebastiano, Mistretta)
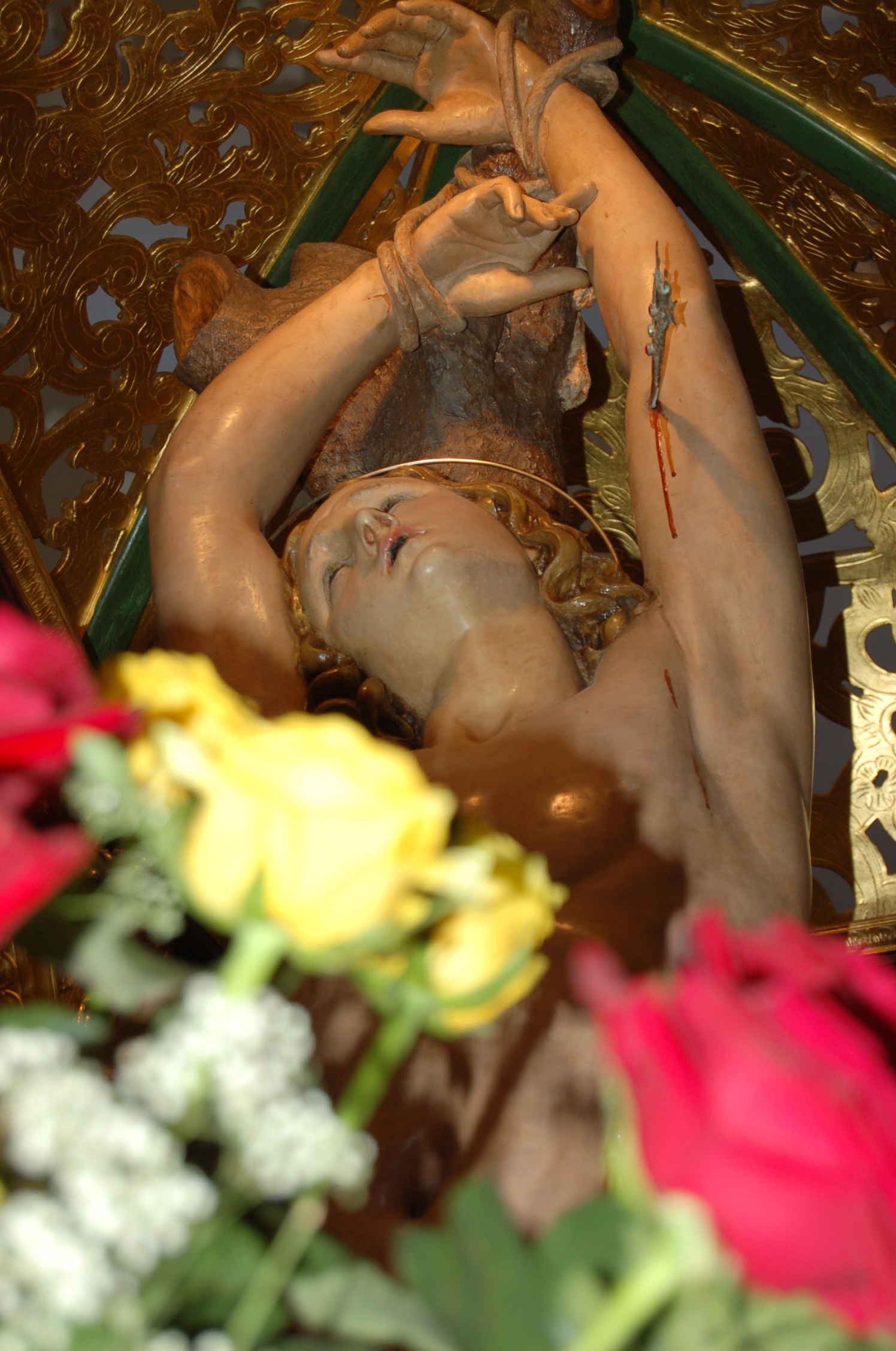
Primo piano di San Sebastiano, patrono di Mistretta, opera di Noè Marullo
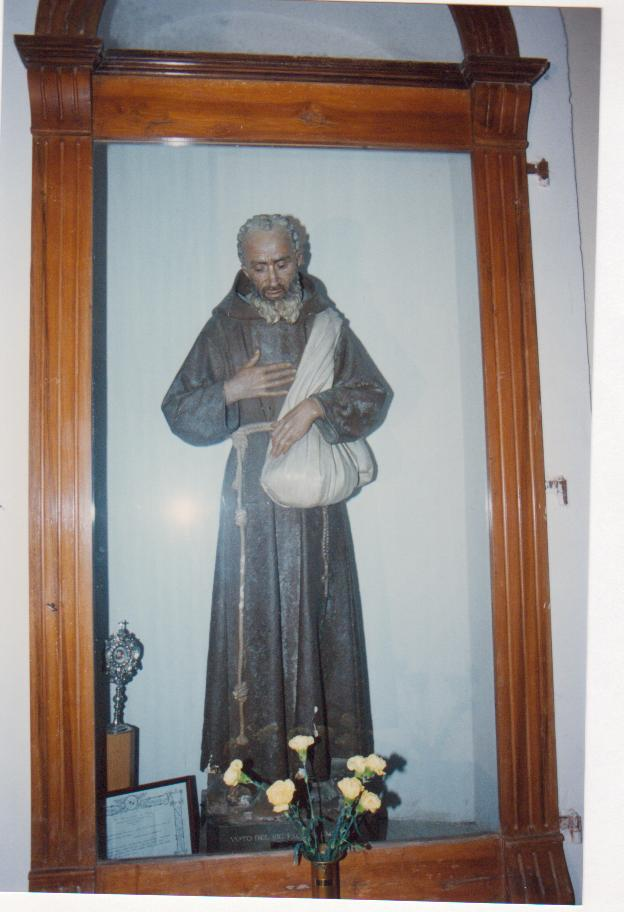
Beato Felice da Nicosia di Noè Marullo (Chiesa di San Francesco, Mistretta)
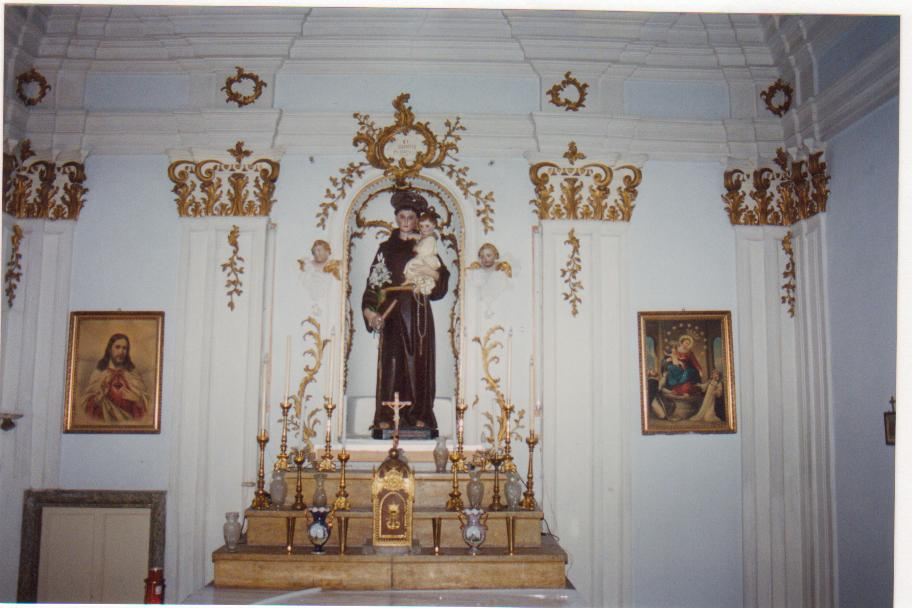
Statua di S. Antonio Abate realizzata nel 1910 da Noè Marullo (Chiesa di S. Antonio da Padova, Mistretta)
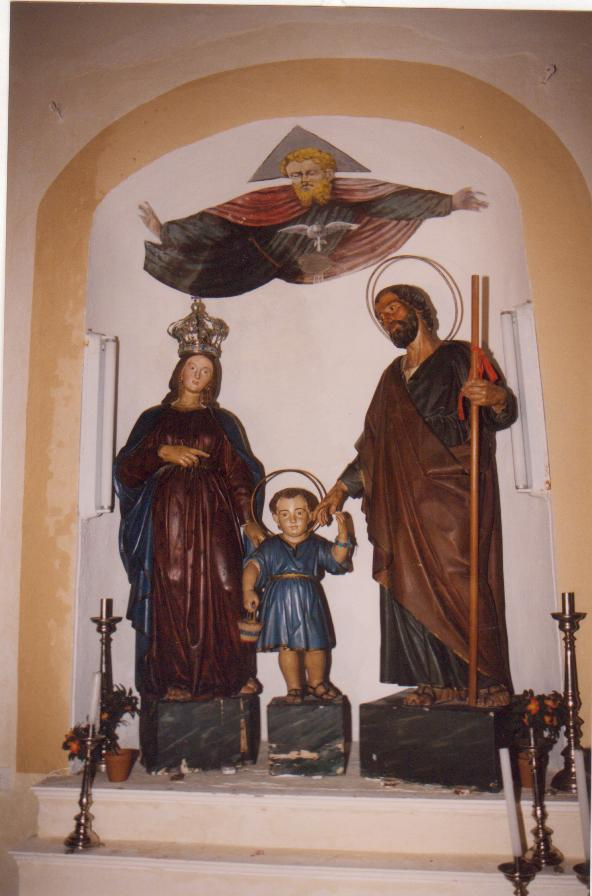
Sacra Famiglia attribuita a Noè Marullo, Chiesa SS. Cosma e Damiano (Mistretta)
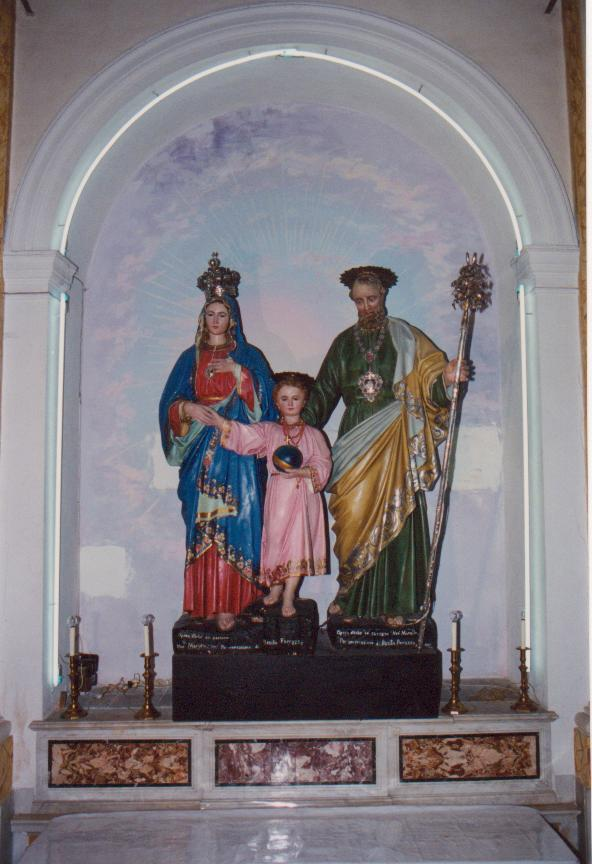
Sacra Famiglia di Noè Marullo (Chiesa di S. Giuseppe, Mistretta)
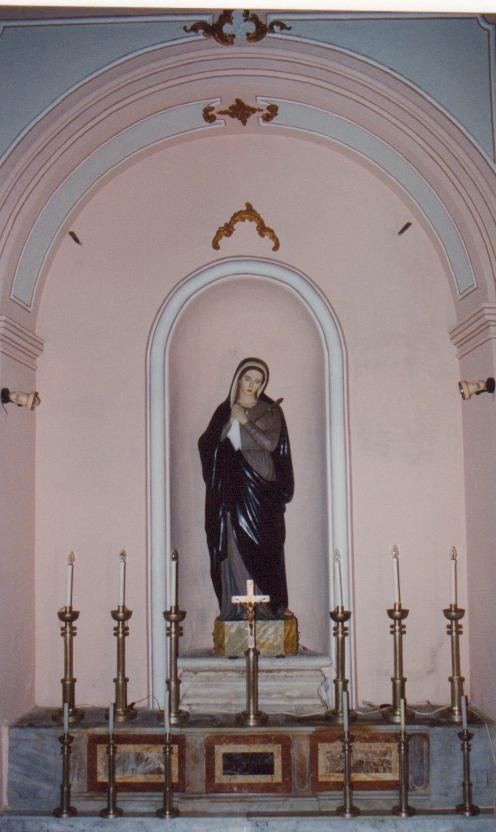
Addolorata di Noè Marullo (Chiesa Maria SS. del Rosario, Mistretta)
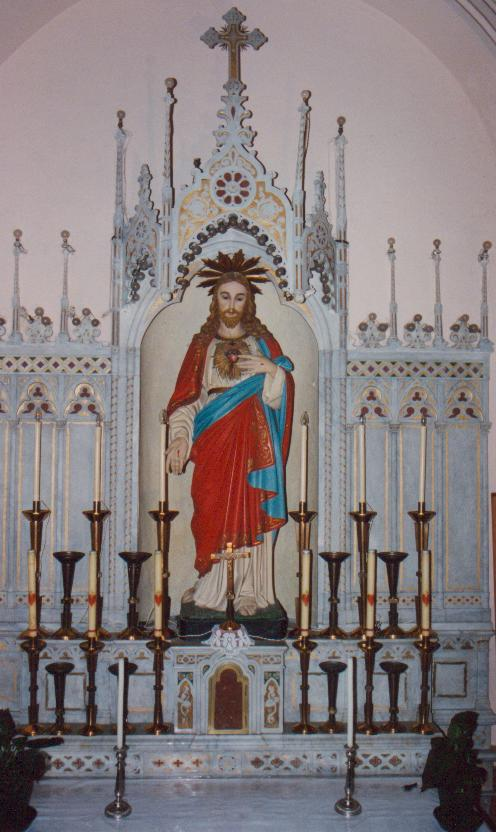
Sacro Cuore di Noè Marullo (Chiesa Maria SS. del Rosario, Mistretta)
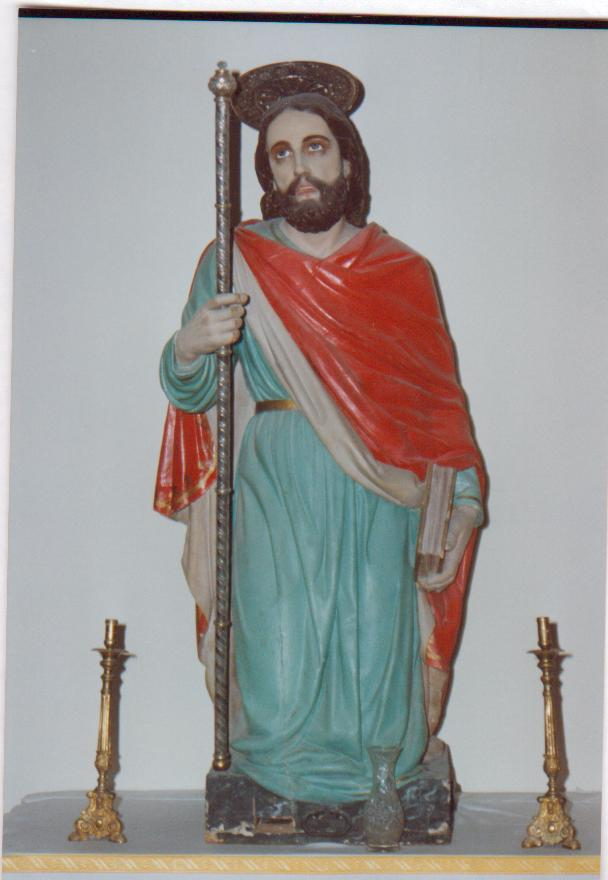
San Filippo di Noè Marullo (Chiesa di S. Sebastiano, Mistretta)
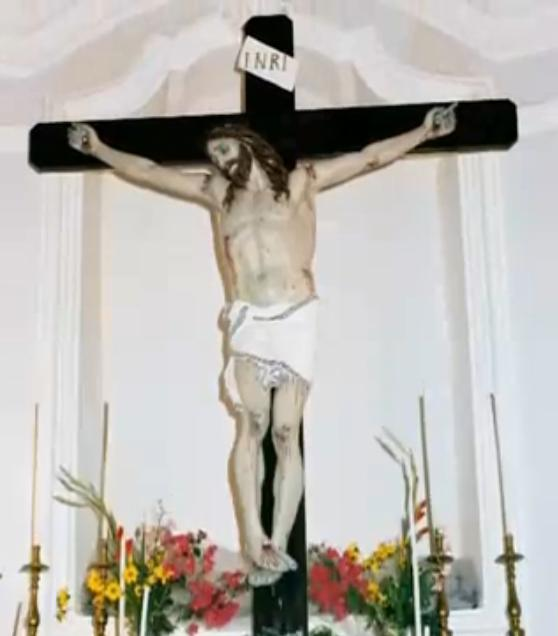
Crocifisso di Noè Marullo (Chiesa del SS. Crocifisso, Centuripe)
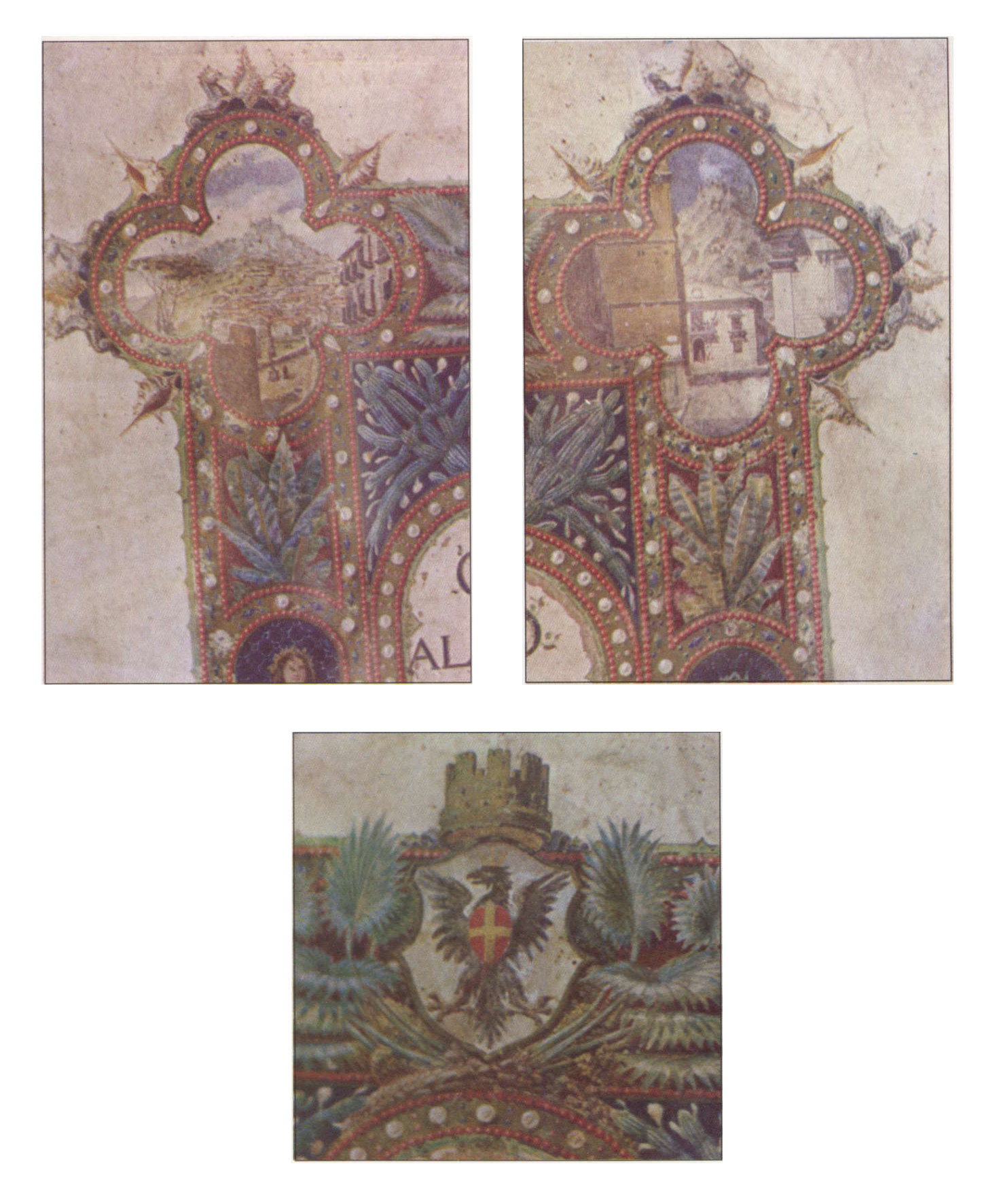
Pergamena miniata (Noè Marullo, 1878)
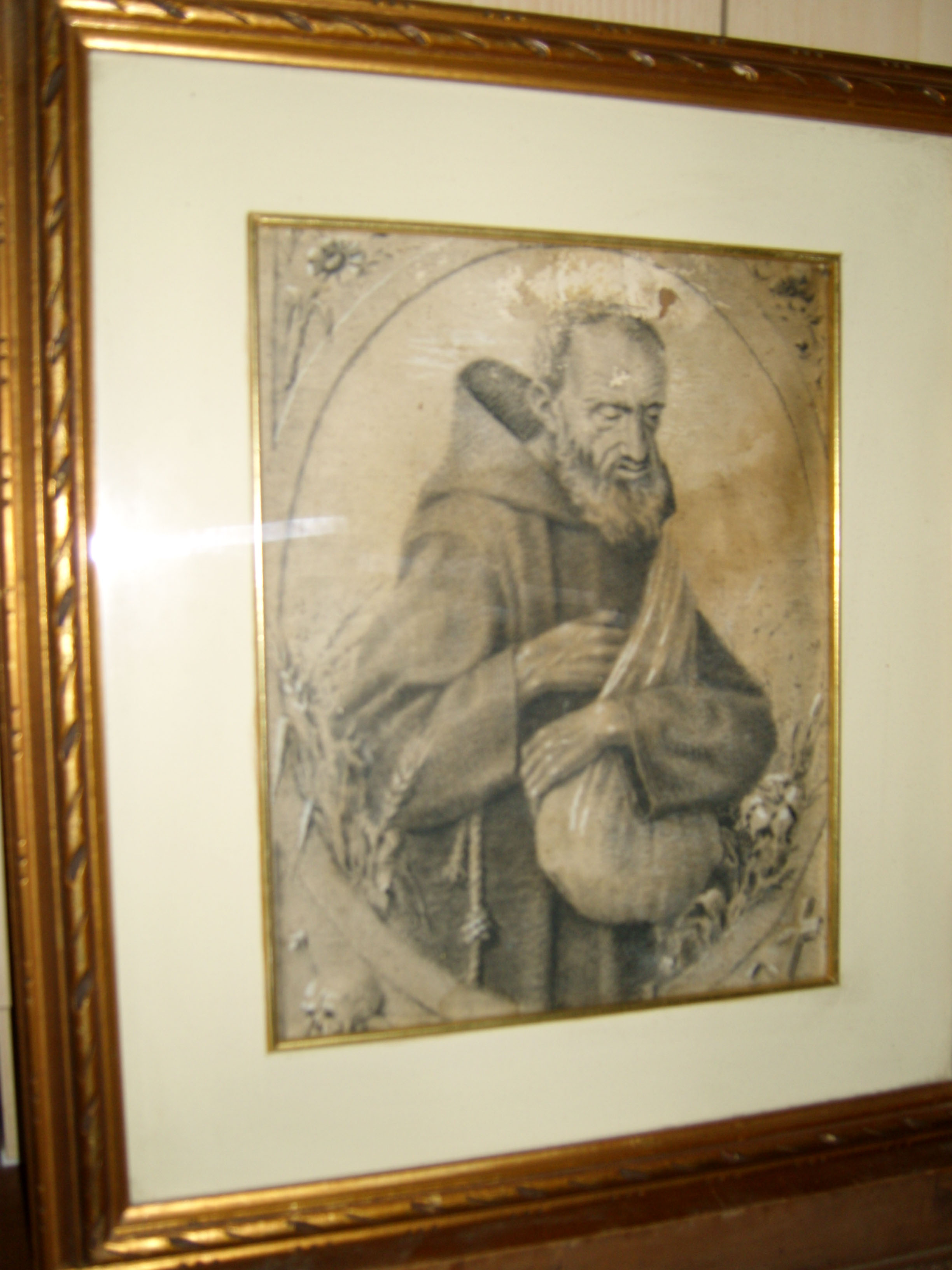
Quadro del Beato Felice, di Noè Marullo
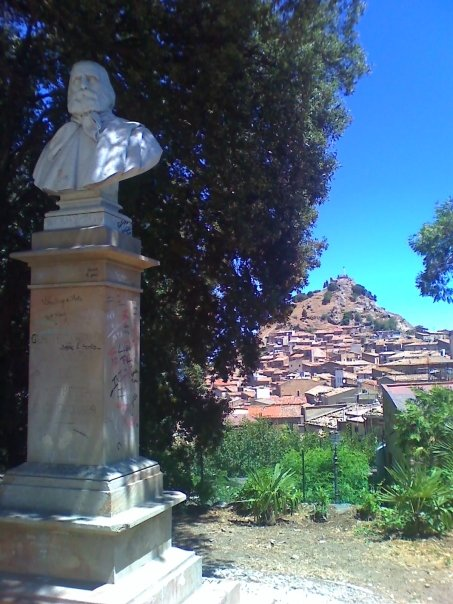
Busto in marmo di Giuseppe Garibaldi, scolpito da Noè Marullo
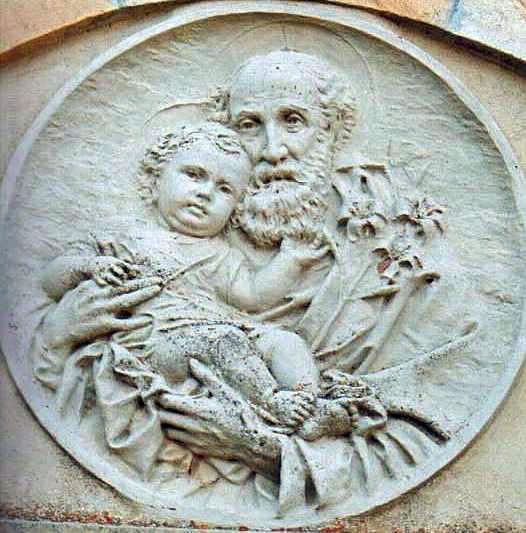
San Giuseppe di Noè Marullo

## Sources
- Il Centro Storico (journal culturel de l'Association Progetto Mistretta, no. de novembre 2000 et supplément du no. de janvier 2001)
- Centonove (journal hebdomadaire régional sicilien), no. 41, 19 mai 2000
- Site officiel de la fête du saint patron de la ville de Mistretta (Saint Sébastien)
- Site de l'Ordre des Capucins, Messine (Informations concernant Saint Félicien): Documents, biographies: San Felice nel Sito Santi,Beati (2008)
- Franco Cuva (expert de l'histoire de la ville de Mistretta), auteur du livre ayant le titre "Noè Marullo".
- Mistrettanews, a cura di Sebastiano Lo Iacono